# Tetrodotoksin
Tetrodotoksin, også benævnt TTX, tarichatoxin, maculotoxin eller fugugift, er en af verdens kraftigste ikke-proteinbaserede nervegifte. Den produceres af bakterier i tarmkanalen hos visse arter fisk i ordenen Tetraodontiformes (som giften også er opkaldt efter), en orden der indeholder bl.a. kuglefisk, pindsvinefisk og klumpfisk.
Bakterierne lever i symbiose med fisken, idet den lader dem vandre over i sit lymfesystem og bruger giften som forsvarsmiddel. En tilsvarende mekanisme ligger bag blåringet blæksprutte, dragehovedfisk, stenfisk, visse krebsdyr og pilegiftfrøers giftighed. Da man identificerede giften troede man fejlagtigt at fisken selv producerede giften. Senere forskning viste, at den i stedet havde udviklet stor toksisk tolerance og derfor kunne indgå i samarbejdet med bakterierne uden selv at blive slået ihjel.
Nyere forskning viser at TTX er en anti-stressfaktor i pufferfisken med ændrede hormonniveauer.

## Eksterne links
1. ↑  Tetrodotoxin. Biosite.dk
2. ↑  "Tetrodotoksin. Center for Biosikring og Bioberedskab". Arkiveret fra originalen 10. november 2019. Hentet 10. november 2019.
3. ↑  Tetrodotoxin. ScienceDirect
4. ↑  Deadly pufferfish poison relieves stress in deadly pufferfish. Science 2019